# Myrmoborus leucophrys
A Myrmoborus leucophrys a madarak osztályának verébalakúak (Passeriformes) rendjébe és a hangyászmadárfélék (Thamnophilidae) családjába tartozó faj.

## Rendszerezése
A fajt Johann Jakob von Tschudi svájci ornitológus írta le 1844-ben, a Pithys nembe Pithys leucophrys néven.

## Alfaji
- Myrmoborus leucophrys angustirostris (Cabanis, 1848)
- Myrmoborus leucophrys erythrophrys (P. L. Sclater, 1855)
- Myrmoborus leucophrys griseigula Zimmer, 1932
- Myrmoborus leucophrys koenigorum O'Neill & T. A. Parker, 1997
- Myrmoborus leucophrys leucophrys (Tschudi, 1844)[2]

## Előfordulása
Dél-Amerika észak részén, Bolívia, Brazília, Ecuador, Francia Guyana, Guyana, Kolumbia, Peru, Suriname és Venezuela területén honos. 
Természetes élőhelyei a szubtrópusi vagy trópusi síkvidéki- és hegyi esőerdők, mocsári erdők, szavannák és cserjések. Állandó, nem vonuló faj.

## Megjelenése
Testhossza 12–13 centiméter, testtömege 18-22 gramm.

## Életmódja
Rovarokkal és pókokkal táplálkozik.

## Természetvédelmi helyzete
Az elterjedési területe rendkívül nagy, egyedszáma viszont csökkenő, de még nem éri el a kritikus szintet. A Természetvédelmi Világszövetség Vörös listáján nem fenyegetett fajként szerepel.